# Carlo Francesco Agostino Malaspina
Carlo Francesco Agostino Malaspina (Fosdinovo, 28 agosto 1671 – Caniparola, 14 marzo 1722) figlio di Ippolito Malaspina, fu il quattordicesimo marchese di Fosdinovo.

## Biografia
Carlo Francesco Agostino Malaspina era l'unico figlio del marchese di Fosdinovo Ippolito Malaspina (1669-1671), nato postumo alcuni mesi dopo l'assassinio di questi.
Carlo Francesco Agostino Malaspina regnò a lungo, seppur i primi anni (1671-91) il marchesato fu retto da sua madre Cristina Adelaide Pallavicino di Frabosa, per ovvie questioni anagrafiche. In questo periodo si assistette alla chiusura della zecca aperta da suo zio Pasquale Malaspina nel 1668. per motivi legati ad un caso particolarmente curioso, nonché vergognoso.
La Zecca di Fosdinovo, dopo i primi anni di operato, cominciò a coniare per qualche tempo monete genovesi false. L'intrigo era stato perpetrato ad opera di un'associazione a delinquere, diretta da Livorno. Le monete false venivano spedite a Genova e poi a Marsiglia via mare, affidate al capitano della Reale Marina Francese, Dumas. Quando tale azione illegale fu scoperta, come pena la zecca fu chiusa.
Sempre nel periodo di reggenza della madre Cristina Adelaide Pallavicino, ed in particolare nel 1684, la Chiesa di San Remigio assunse le forme attuali, ampliandosi e sopraelevandosi dal livello stradale tramite una scalinata in marmo bianco di Carrara.
Carlo Francesco Agostino morì nel 1722 nella Villa Malaspina a Caniparola, edificio che aveva fatto erigere con l'idea di farne una dimora estiva e di villeggiatura e di creare un'alternativa alla sede ufficiale del Castello di Fosdinovo, la cui architettura e la cui forma, evidentemente militari, riflettevano un tempo ormai lontano ed erano ormai anacronistici. Sempre sotto il suo Marchesato, nel 1697, la parrocchia di Fosdinovo venne insignita del titolo di "perinsigne Prepositura", che fa ancora oggi del proprio parroco un prevosto.

### Discendenza
Sposò nel dicembre 1693 Anna Caterina Santinelli Aldobrandini, con cui ebbe sette figli:
- Gabriele III Malaspina (3 marzo 1695-3 febbraio 1758), quindicesimo marchese di Fosdinovo (1722-1758)
- Cristina (5 maggio 1696-26 novembre 1770), sposò Gregorio Pinto y Mendoza, principe di Montaguto;
- Azzolino (22 giugno 1697-19 novembre 1774)[5]; diplomatico e letterato, si stabilì a Napoli, ove fu ministro plenipotenziario di Carlo III e lasciò discendenza[2];
- Matilde (14 giugno 1698-?), monaca in San Martino a Pisa;
- Lorenzo (morto infante il 30 settembre 1700);
- Teresa (1703-3 novembre 1770), sposò nel 1723 Giuseppe Massimiliano Malaspina, marchese d'Olivola;
- Ranuccio (morto infante il 19 giugno 1708).